# Wouter Claes
Wouter Claes (Leuven, 28 oktober 1975) is een Belgisch voormalig badmintonner. 

## Levensloop
Claes behaalde in totaal twintig Belgische titels. Tien daarvan behaalde in het 'mannen dubbelspel', waarvan acht met Frederic Mawat (2001, 2002, 2003, 2006, 2007, 2008, 2009 en 2010) en twee met Ruud Kuijten (2004 en 2005). In het gemengd dubbelspel behaalde hij eveneens tien titels, waarvan drie met Manon Albinus (1998, 2001 en 2002), een met Corina Herrle (2004) en zes met Nathalie Descamps (2005, 2006, 2007, 2008, 2009 en 2010).
In het internationale circuit speelde hij in het mannen dubbelspel aan de zijde van Frederic Mawet en in het gemengd dubbelspel van Nathalie Descamps. In deze laatste discipline behaalde hij met Descamps op de Europese kampioenschappen in 2010 als eerste Belg ooit een bronzen medaille. Einde 2010 kondigde hij aan te stoppen met internationale tornooien, even later ook nationale tornooien. 
Vervolgens werd hij actief als coach op de topsportschool badminton in Wilrijk (vooral voor de elite-spelers). Claes wordt gezien als de beste Belgische dubbelspeler ooit. 